# Хрватски домобран (организација)
Хрватски домобран била је хрватска политичка организација која се залагала за отцјепљење Хрватске од Краљевине Југославије и била је повезана са усташама. Основана је 1928. године, а чланови организације су учествовали у демонстацијама и сукобима са жандармима у Загребу. По успостављању Шестојануарске диктатуре организација је забрањена и распуштена, а као емигрантска организација поново је устављена у Буенос Ајресу 1933. године. У Сједињеним Америчким Државама је основан одјељење за прикупљање подршке усташама.